# Costică Dafinoiu
Costică Dafinoiu (ur. 6 lutego 1954 w Viziru, zm. 8 czerwca 2022) – rumuński pięściarz, medalista XXI Letnich Igrzysk Olimpijskich Montreal 1976.

Zwyciężył w kategorii półciężkiej (do 81 kg) na mistrzostwach Europy juniorów w 1974 w Kijowie. Wystąpił w tej wadze na mistrzostwach świata seniorów w 1974 w Hawanie, ale odpadł po pierwszej walce (pokonał go późniejszy złoty medalista Mate Parlov z Jugosławii).

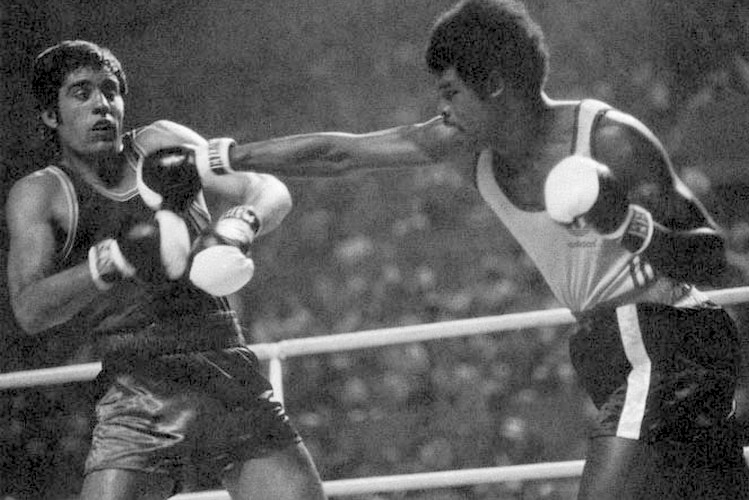
Dafinoiu (z lewej) w walce z Robertem Burgessem z Bermudów w ćwierćfinale igrzysk olimpijskich w 1976

Zdobył brązowy medal w wadze półciężkiej na igrzyskach olimpijskich w 1976 w Montrealu po wygraniu dwóch walk (w tym jednej walkowerem) i porażce w półfinale z późniejszym wicemistrzem olimpijskim Sixto Sorią.
Był mistrzem Rumunii w kategorii półciężkiej w 1975, wicemistrzem w tej wadze w 1976 i brązowym medalistą w 1974.